# Jessica Breland
Jessica Breland, née le 23 février 1988 à New York, est une joueuse américaine de basket-ball jouant en WNBA.

## Biographie
Elle pratique aussi le volley-ball et l'athlétisme au lycée avant de se concentrer sur le basket-ball.Ses statistiques moyennes sur 4 ans à North Carolina sont de 10,8 points, 6,7 rebonds et 1,3 passe. En 2011, elle figure dans le meilleur cinq de l'ACC. Elle a manqué toute la saison 2009-2010 pour combattre un lymphome de Hodgkin.
Elle est draftée en 2011 en 13e position par le Lynx du Minnesota, mais elle est transférée aussitôt au Liberty de New York contre Angel Robinson et un second tour de draft 2012, qui s'en séparent le 4 juillet 2011 pour lui substituer Felicia Chester. Elle est ensuite engagée le 24 juillet par le Sun. 
Sans club en 2012, elle retrouve une place en 2013 au Fever de l'Indiana (5,3 points par rencontre). À la suite de la blessure de Sylvia Fowles, elle est engagée en 2014 par le Sky de Chicago et s'impose de manière étonnante, faisant plus que doubler ses statistiques (11,8 points), au point d'être sélectionnée pour le WNBA All-Star Game 2014. Son entraîneuse Pokey Chatman dit d'elle : « Jessica est une combattante. La persévérance qu'elle a démontré en surmontant des obstacles dans sa carrière sur et hors du terrain  pour maximiser les opportunités qui se sont offertes à elle et les saisir est une source d'inspiration ». Toujours au Sky en 2015, elle est décisive début août face aux Mystics en inscrivant la moitié de ses 12 points et 4 de ses 8 rebonds dans le dernier quart-temps.
Le 16 juillet 2018, elle est nommée pour la première fois de sa carrière meilleure joueuse de la semaine pour la conférence Est, ayant été un élément décisif des trois victoires du Dream sur cette période en étant sixième marqueuse de la conférence (14,7 points) avec une adresse de 54,1 % (qui est la cinquième, mais aussi première au rebond (9,3 prises) et aux contres (2,67).

## Étranger
En 2014-2015, elle rejoint le club sud-coréen de Shinhan bank S-birds.
Pour 2017-2018, elle joue au Liban avec Homentman A.

## Distinctions personnelles
- 2011 : Meilleur cinq de l'Atlantic Coast Conference
- Participation au WNBA All-Star Game 2014[10]
- Meilleur cinq défensif de la WNBA 2018[11].